# Jacques-Marie-Frangile Bigot
Jacques Marie François Bigot (Parijs, 1818 - Parijs, 1893) was een Frans natuuronderzoeker en entomoloog. 
Bigot werd geboren in Parijs, waar hij zijn hele leven woonde. Hij werd lid van de Société entomologique de France in 1844, en zijn eerste artikel werd gepubliceerd in de annalen van deze vereniging in 1845, zoals het meeste van zijn latere werk. Bigot was een productief auteur, en, net als bij Francis Walker, was zijn werk later het onderwerp van veel kritiek. 
Bigot was het meest bekend om zijn studies van Diptera. Zijn collectie exotische (niet-Europese) Tabanidae en Syrphidae werd gekocht door George Henry Verrall, die het aan het Natural History Museum in Londen schonk. 
De exotische Asilidae en al zijn Europese en muggen werden gepresenteerd aan de Hope afdeling Entomologie van de universiteit van Oxford. De Coleoptera en Hemiptera werden gepresenteerd aan de Société entomologique de France door AP Mauppin in 1899.

## Enkele werken
- 1845?- 18—Diptères nouveaux ou peu connus long series in Ann Soc.Ent.Fr.[1]
- 1858 Diptères de Madagascar
- 1888 Enumération des Diptères recueillis en Tunisie
- 1892 Voyage de Alluaud dans le territoire d'Assinie (Afrique occidentale) en 1886 :Diptères

- CiNii: DA16346988
- International Standard Name Identifier: 0000 0000 8253 8058
- Library of Congress Control Number: nb99172443
- Nederlandse Thesaurus van Auteursnamen: 133197832
- Système universitaire de documentation: 100533884
- Virtual International Authority File: 65972206
- WorldCat: E39PBJjMC6QFhmF6mtQWxqDQbd